# Werttreiber
Als Werttreiber (auch Wertgenerator) wird in der Wirtschaftswissenschaft und insbesondere im Value Management eine ökonomische Größe bezeichnet, welche die Hauptursache für die Veränderung von Preisen oder Werten jeglicher Art darstellt.

## Allgemeines
Der Begriff stammt aus dem Shareholder-Value-Konzept, bei dem bestimmte Unternehmensdaten oder betriebswirtschaftliche Kennzahlen als Grundlage für unternehmerische Entscheidungen dienen können. Dort werden operative, investive und finanzielle Werttreiber unterschieden. Der Begriff wurde vom Value Management aufgegriffen und später auch von anderen Fachgebieten übernommen.

## Shareholder-Value-Konzept
Alfred Rappaport prägte 1981 den Begriff des Werttreibers (englisch value driver), als er untersuchte, von welcher Größe der freie Cashflow und der für den Discounted Cash-Flow (DCF) herangezogene Kapitalkostensatz abhängen. Der Unternehmenswert und der DCF korrelieren Rappaport zufolge hoch positiv miteinander, so dass eine Steigerung des DCF sehr wahrscheinlich eine höhere Marktkapitalisierung zur Folge hat. Werttreiber sind daher die wesentlichen Einflussgrößen auf Zielgrößen wie Wert und Outperformance.
Die wichtigsten Werttreiber in Unternehmen sind die Profitabilität, Unternehmenswachstum und Marktanteile. Das Werttreibermanagement sorgt für eine Priorisierung der werttreibenden Daten, um beispielsweise die Frage, ob die Akquise von Neukunden oder die Penetration von Stammkunden für die Wertschaffung wichtiger sind.

## Arten
Der Begriff des Werttreibers hat Eingang in vielen Fachgebieten gefunden. Anders als in Unternehmen, in denen es eine Vielzahl von Unternehmensdaten und entsprechend auch von Werttreibern gibt, beschränken sich Werttreiber in einzelnen Fachgebieten auf meist wenige Größen.
| Wirtschaftsobjekt            | Werttreiber                                     | Erscheinungsform                       |
| ---------------------------- | ----------------------------------------------- | -------------------------------------- |
| Güter und Dienstleistungen   | Preise                                          | Marktwert: Kaufpreise, Marktpreise     |
| Immobilien                   | Lage, Immobiliarmiete                           | Marktwert, Sachwert, Ertragswert,      |
| Effekten                     | Börsenkurse, Marktkapitalisierung               | Kurswerte                              |
| Sammlerobjekte               | Knappheit                                       | Sammlerwert                            |
| Nominalwerte, Vermögenswerte | Inflationsrate                                  | Geldwert                               |
| Unternehmen                  | Rentabilität, Marktanteil, Unternehmenswachstum | Unternehmenswert, Marktkapitalisierung |

Da die Energiekosten einen großen Anteil im Warenkorb einnehmen, gelten sie als Werttreiber bei der Inflationsrate.
In Unternehmen unterscheidet das Shareholder-Value-Konzept wie folgt:
- Finanzielle Werttreiber sind Finanzkennzahlen, die aus den Aktivitäten und Entscheidungen innerhalb eines Unternehmens resultieren (z. B. Umsatzwachstum, Umsatzrentabilität, Gewinnsteuern).
- Operative Werttreiber sind Ergebnisgrößen, die den finanziellen Größen vorgelagert sind und auf den unterschiedlichen Organisationsebenen beeinflussbare Hebel für den Unternehmenserfolg darstellen (z. B. Produktqualität, Haltbarkeit etc.).
- Investive Werttreiber betreffen die Planung von Investitionen (Erweiterungs-, Ersatz- oder Rationalisierungsinvestitionen).

Diese Werttreiber sind die Auslöser für die künftige Wertschöpfung im Unternehmen.

## Wirtschaftliche Aspekte
Im Value Management können verschiedene Möglichkeiten zur Steigerung des Unternehmenswerts gefunden werden, die auf einen oder mehrere Werttreiber bezogen sind. Als ein unstrittiger „harter“ Werttreiber kann der Cash Flow eines Unternehmens angesehen werden. Neben solchen harten Werttreibern werden aber auch die sogenannten weichen Faktoren wie die Mitarbeiter (Humankapital) als eigentliche Werttreiber diskutiert.
Werttreiber sind wertsteigernde Größen, so dass untersucht werden muss, ob und inwieweit sie auch Wertminderungen verursachen können. Eine hohe Mietbelastungsquote beispielsweise kann den Ertragswert einer Immobilie mindern, weil sie aus Sicht des Grundbesitzers ein Mietrisiko in Form eines Mietausfalls verursachen kann.
Neben den Werttreibern sind auch die Kostentreiber zu ermitteln, also jene Kosteneinflussgrößen, welche für die Steigerung einzelner Kostenarten verantwortlich sind.